# Alexander Stolz
Alexander Stolz (Pforzheim, Alemania, 13 de octubre de 1983) es un exfutbolista y entrenador alemán que jugaba de portero. Actualmente es entrenador de porteros en el TSG 1899 Hoffenheim II.

## Clubes
| Club                         | País     | Año       |
| ---------------------------- | -------- | --------- |
| SV Sandhausen                | Alemania | 2003-2004 |
| FC Nöttingen                 | Alemania | 2004-2005 |
| VfB Stuttgart II             | Alemania | 2005-2007 |
| TSG 1899 Hoffenheim (cedido) | Alemania | 2006-2007 |
| VfB Stuttgart                | Alemania | 2007-2011 |
| VfB Stuttgart II             | Alemania | 2008-2011 |
| Karlsruher SC                | Alemania | 2012      |
| TSG 1899 Hoffenheim          | Alemania | 2013-2020 |